# Love, Pain & the Whole Crazy Thing
Love, Pain & the Whole Crazy Thing è il quinto album in studio del cantante country australiano Keith Urban, pubblicato nel 2006.

## Tracce
1. Once in a Lifetime – 5:54
2. Shine – 5:17
3. I Told You So – 4:27
4. I Can't Stop Loving You – 4:44
5. Won't Let You Down – 3:20
6. Faster Car – 4:27
7. Stupid Boy – 6:12
8. Used to the Pain – 3:51
9. Raise the Barn (featuring Ronnie Dunn) – 5:12
10. God Made Woman – 4:51
11. Tu Compañía – 4:11
12. Everybody – 5:33
13. Got It Right This Time – 3:36

## Classifiche
| Classifica (2006) | Posizione raggiunta |
| ----------------- | ------------------- |
| Australia         | 5                   |
| Stati Uniti       | 3                   |